# Jakob Fabricius (tonsättare)
Jakob Christian Fabricius, född den 3 september 1840 i Århus, död den 8 juni 1919 i  Köpenhamn, var en dansk tonsättare.
Fabricius, som till yrket var kontorschef i Nationalbanken, komponerade flera sångverk (bland annat Gammel dagvise, Vaarnat och Den forladte Psyche, alla för solo, kör och orkester, liksom  a cappellakörer) samt instrumentalstycken. Han var ordförande i Koncertforeningen och i Samfundet til udgivelse af ældre dansk musik samt musikrecensent i "Illustreret Tidende".

## Utmärkelser
- Riddare av Dannebrogorden,  1907[2]

[Redigera Wikidata]